# Inorodcy
Nell'Impero russo, il termine inorodcy (in russo иноро́дцы?, singolare: inorodets, in russo инородец?), che letteralmente significa "di diversa discendenza/nazione", "di origine straniera (aliena)" indicava una specifica categoria di popolazione basata sull'etnia. Informalmente, il termine si riferiva alla popolazione non russa dell'Impero (diversa dalla nazione trina russa di Grandi russi, Piccoli russi, Bielorussi). In senso strettamente giuridico, si riferiva ad alcune etnie autoctone di discendenza non europea specificatamente elencate nel corrispondente codice di diritto.
Il termine è talvolta tradotto come allogenico (popolo) (cfr. "allogeno") e talvolta come "alieni". Quest'ultima traduzione è fuorviante poiché nella maggior parte dei casi il termine era applicato alla popolazione indigena della Siberia, dell'Asia centrale e dell'Estremo Oriente russo.
Inizialmente, venne introdotto uno statuto legale per un trattamento speciale di alcuni popoli della Russia (incluso un certo grado di protezione per la loro vita tradizionale) per i quali alcune leggi dell'impero erano ritenute inadeguate. Nel tempo, il termine ha acquisito una connotazione peggiorativa di "popoli privi di cultura, incivili". I privilegi e il trattamento speciale per gli inorodcy variavano a seconda del gruppo, dell'area e del periodo di tempo, ma spesso includevano l'esenzione dal servizio militare, la riduzione o l'esenzione delle tasse, la protezione dei pascoli e l'autoamministrazione religiosa e governativa.